# Chráněná krajinná oblast

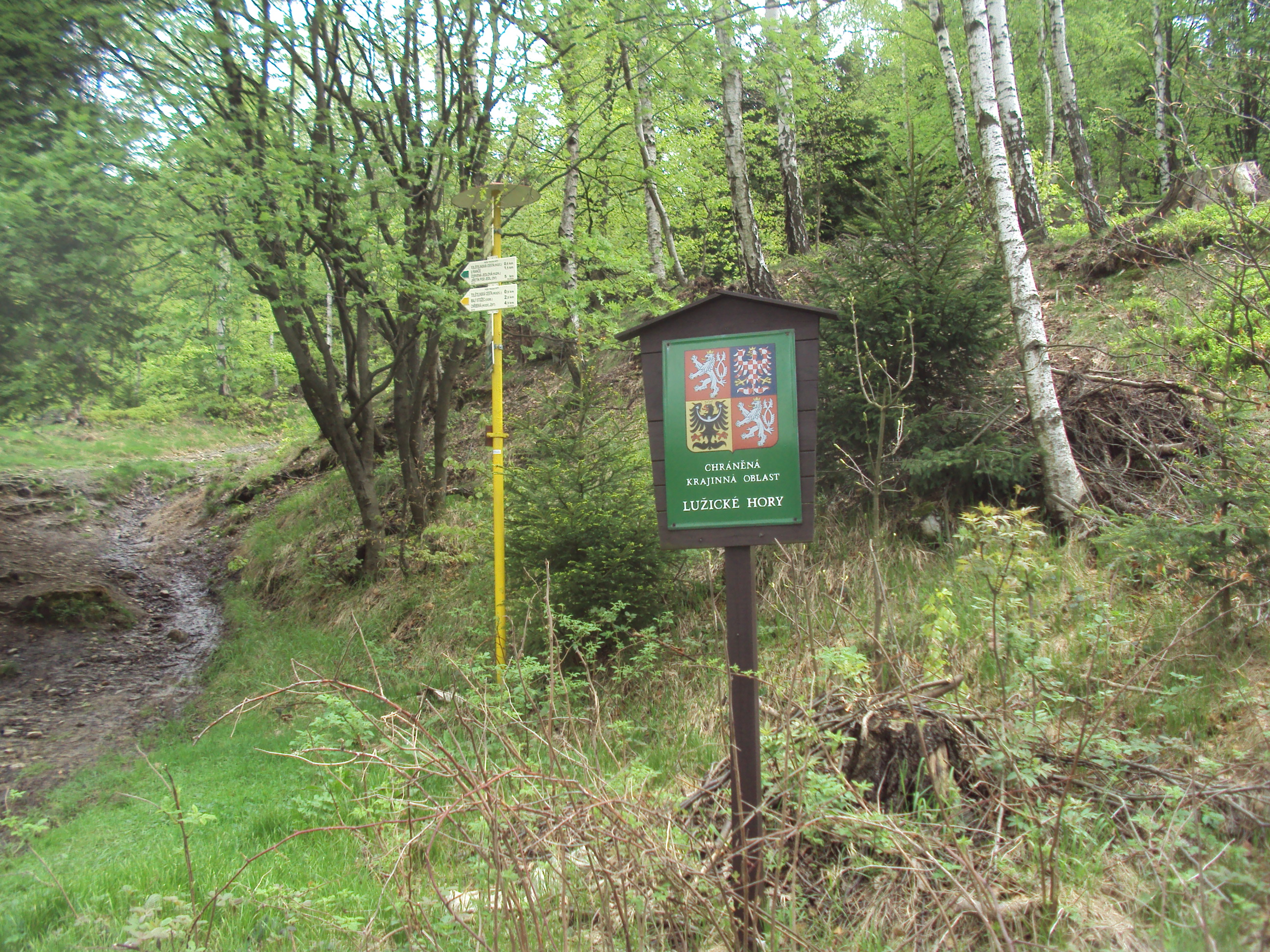
informační tabule

Chráněná krajinná oblast (CHKO) je české označení pro velkoplošné chráněné území v oblasti ochrany přírody nižšího stupně ochrany, než jaký platí pro národní parky. České CHKO definuje zákon 114/1992 Sb. o ochraně přírody a krajiny.

## CHKO v Česku a na Slovensku
- Chráněné krajinné oblasti v Česku
- Chráněná krajinná oblast na Slovensku

## CHKO v různých jazycích
Název chráněná krajinná oblast se překládá takto:
- anglicky: Protected Landscape Area, PLA[2] (pro české a slovenské CHKO), Landscape Park (pro polské parky krajobrazowe)
- německy: Landschaftsschutzgebiet[3] (pro české a slovenské CHKO), Landschaftsschutzpark (pro polské parky krajobrazowe)
- polsky: park krajobrazowy (pro polské PK) popřípadě obszar przyrody chronionej[4] (pro české a slovenské CHKO)
- slovensky: chránená krajinná oblasť
- ukrajinsky: регіональний ландшафтний парк
- rusky: охраняемая природная область
- maďarsky: tájvedelmi körzet
- litevsky: regioninis parkas
- latinsky: Area nature protecta